# Чамли, Джордж, 1-й маркиз Чамли
Джордж Джеймс Чамли, 1-й маркиз Чамли (англ. George James Cholmondeley, 1st Marquess of Cholmondeley; 11 мая 1749 — 10 апреля 1827) — британский аристократ и политик. Он носил титул учтивости — виконт Малпас с 1764 по 1770 год и граф Чамли с 1770 по 1815 год.

## Биография
Джордж Чамли родился 11 мая 1749 года в Хардингстоне, Нортгемптоншир. Единственный сын Джорджа Чамли, виконта Малпаса (1724—1764), и Эстер Эдвардс (1728—1794), дочери Фрэнсиса Эдвардса, 4-го баронета. Внук и преемник Джорджа Чамли, 3-го графа Чамли (1703—1770). Он был прямым потомком сэра Роберта Уолпола, первого премьер-министра Великобритании. Он получил образование в Итонском колледже. В январе 1776 года Джордж Чамли завел роман с известной красавицей Грейс Далримпл Эллиот (1754—1823), якобы познакомившись с ней во время бала-маскарада в Пантеоне. Грейс была официально разлучена со своим мужем, доктором Джоном Элиотом, который должен был развестись с ней несколько месяцев спустя. Эта связь длилась три года.
10 июня 1770 года Джордж Чамли сменил своего деда на посту 4-го маркиза Чамли и вошёл в Палату лордов Великобритании. В апреле 1783 года граф Чамли был принят в Тайный совет и назначен капитаном йоменской гвардии в правительстве герцога Портленда. Эту должность он занимал до декабря того же года. Он оставался на своём посту в течение следующих 29 лет, но в 1812 году он был назначен лордом-стюардом королевского двора в администрации Тори Спенсера Персиваля. Он продолжал занимать этот пост после того, как лорд Ливерпул стал премьер-министром после убийства Персиваля в мае 1812 года, занимая его до 1821 года.
22 ноября 1815 года для Джорджа Чамли были созданы титулы 1-го графа Роксэведжа, графство Чешир, и 1-го маркиза Чамли . Кроме того, он был награждён Большим крестов Королевского Гвельфского ордена в 1819 году и стал кавалером Ордена Подвязки в 1822 году. Помимо своей политической карьеры, он также был лордом-лейтенантом графства Чешир с 1770 по 1783 год и вице-адмиралом графства Чешир с 1770 по 1827 год.
Пролив Чамли на юго-востоке Аляски был назван в его честь в 1793 году Джорджем Ванкувером.

## Личная жизнь

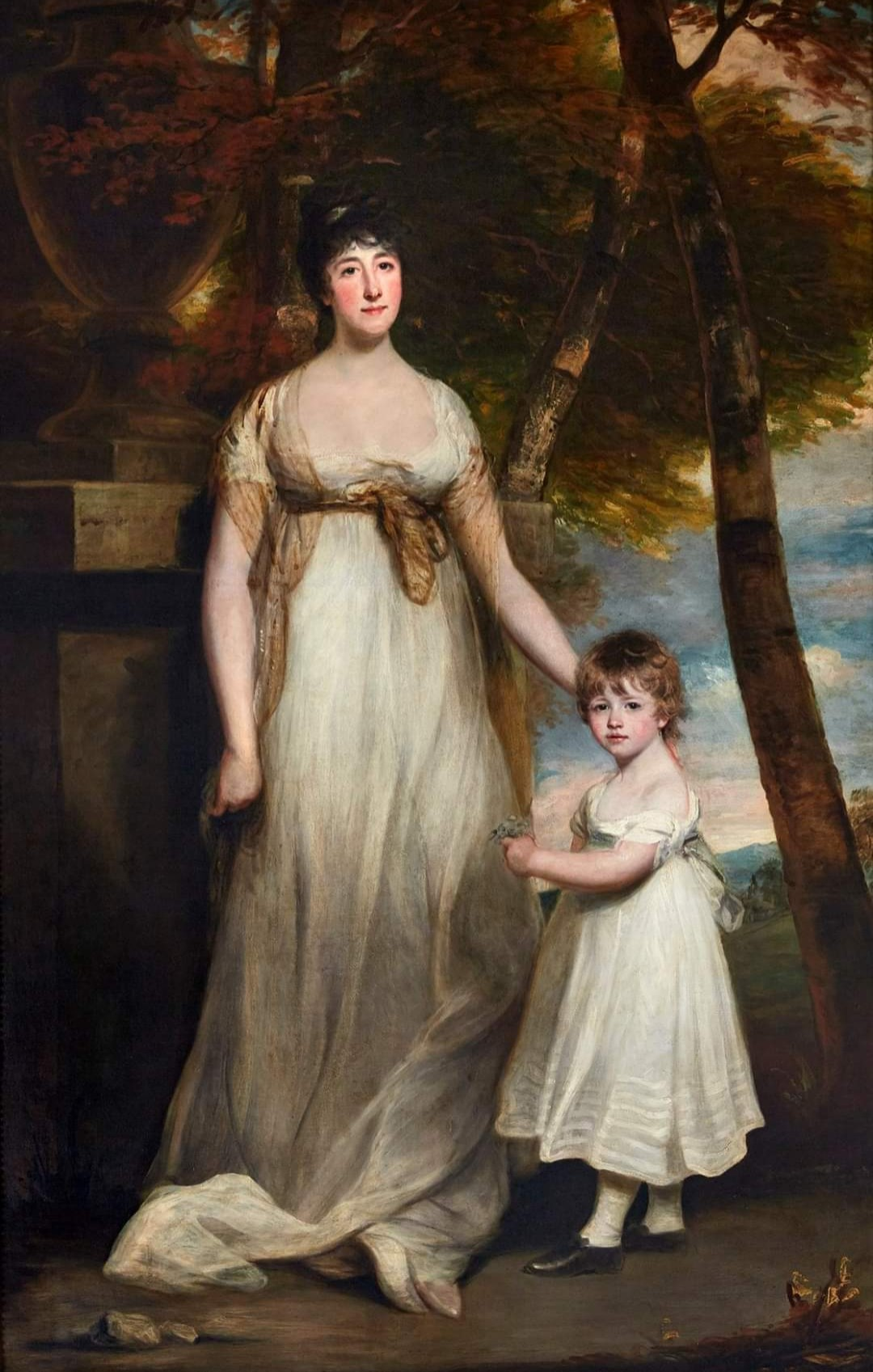
Маркиза Чамли и её младший сын Уильям Чамли, будущий 3-й маркиз Чамли (1805), художник Чарльз Тернер

25 апреля 1791 года лорд Чамли женился на леди Джорджиане Шарлотте Берти (7 августа 1764 — 23 июня 1838), дочери генерала Перегрина Берти, 3-го герцога Анкастера и Кестевена (1714—1778). Благодаря этому браку древняя наследственная должность лорда великого камергера Англии перешла в семью Чамли. У них было трое детей:
- Джордж Горацио Чамли, 2-й маркиз Чамли (16 января 1792 — 8 мая 1870), старший сын и преемник отца
- Уильям Генри Хью Чамли, 3-й маркиз Чамли (31 марта 1800 — 16 декабря 1884)
- Леди Шарлотта Джорджиана Чамли (? — 24 июня 1828), в 1818 году вышла замуж за подполковника Хью Генри Сеймура (1790—1821), сына адмирала лорда Хью Сеймура. У супругов был один сын.

До женитьбы на Джорджиане у лорда Чамли была любовница, мадам Сент-Альбин, и с ней была одна дочь, Гарриет Чамли (ок. 1790 — 11 июля 1815).
Он унаследовал Хоутон-холл в Норфолке от своего двоюродного дедушки Хораса Уолпола, 4-го графа Орфорда в 1797 году, но предпочел жить в замке Чамли в Чешире, который был перестроен в 1801—1804 годах по его проекту.

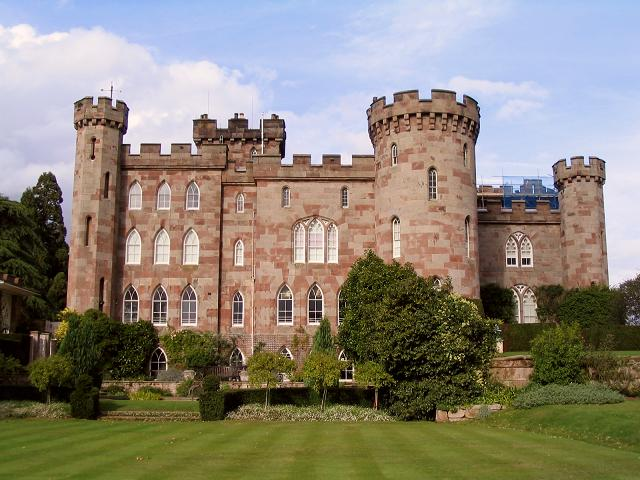
Замок Чамли

Он дружил с куртизанками с дурной репутацией Гертрудой Махон, Грейс Эллиотт и Китти Фредерик. Согласно книге ставок для лондонского клуба джентльменов Брукса, маркиз Чамли однажды поставил две гинеи лорду Дерби, чтобы получить 500 гиней после полового акта с женщиной «на воздушном шаре в тысяче ярдов от Земли». Неизвестно, была ли когда-либо заключена эта ставка.

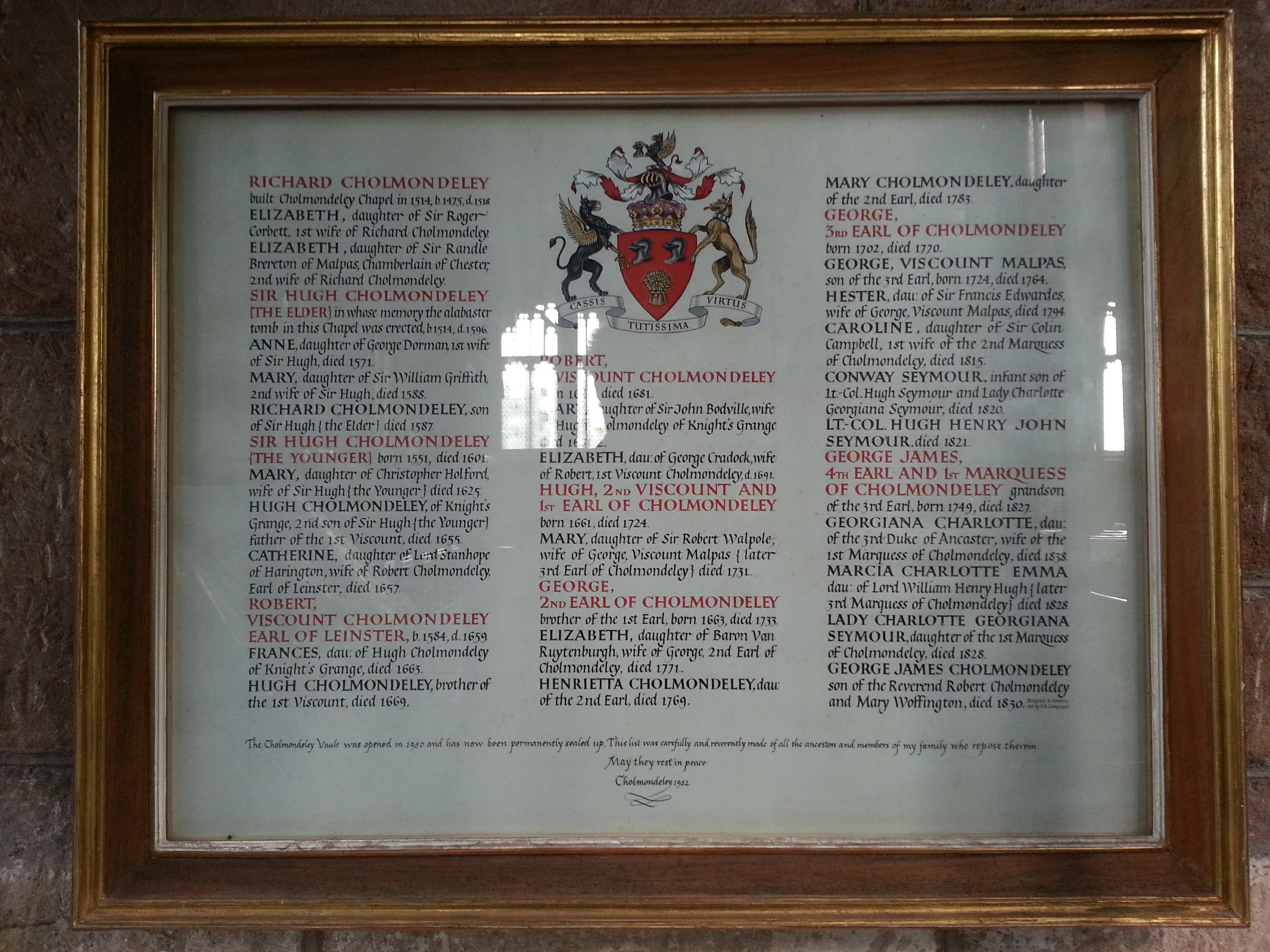
Список членов семьи Чамли в семейном склепе в церкви Святого Освальда, Малпас

1-й маркиз Чамли скончался в возрасте 77 лет в апреле 1827 года на Пикадилли в Лондоне, и его земли, поместья и титулы унаследовал его старший сын Джордж Чамли. Леди Чамли умерла в 1838 году.
Профессор английского языка восемнадцатого века и сотрудник Гуггенхайма Артур Шербо номинировал лорда Чамли как вероятного вдохновителя реальной жизни для персонажа Родона Кроули в сатирическом романе Уильяма Мейкписа Теккерея «Ярмарка тщеславия».